# Nemesis (thần thoại)
Nữ thần Nemesis là Nữ thần của sự báo thù và thù hận. Nàng là con của nữ thần bóng đêm Nyx và là anh chị em của các vị thần Moros (Định Mệnh), Oneiroi (giấc mơ), Philotes (tình bạn), Momus (kẻ kết án), Geras (sự già nua, sự lão hóa).